# Елизаров, Владимир Николаевич
Владимир Николаевич Елизаров (22 июля 1925, Москва — 2000, Москва или 2003/2004) — советский хоккеист, нападающий, серебряный призёр чемпионата мира и чемпион Европы (1958), четырёхкратный чемпион СССР, заслуженный мастер спорта СССР. Также выступал в соревнованиях по хоккею с мячом и футболу (двукратный чемпион СССР по каждому из этих видов спорта).

## Биография
Владимир Елизаров начал играть в футбол и хоккей с мячом ещё до войны, в 1937 году, в московском ДСО «Молот». Сразу после войны, в 1945—1947 годах, играл в хоккей с мячом за московскую команду «Буревестник», а в 1947—1948 годах — за московский «Локомотив», причём не только в хоккей с мячом, но и в хоккей с шайбой.
Начиная с 1949 года, выступал за ЦДКА (впоследствии также именовавшийся ЦДСА, ЦСК МО и ЦСКА) в соревнованиях по хоккею с мячом, футболу и хоккею с шайбой. В 1949 году был серебряным призёром, а в 1950 и 1951 годах — чемпионом СССР по футболу. В 1954 и 1955 годах становился чемпионом СССР по хоккею с мячом (причём в 1955 году был лучшим бомбардиром чемпионата — 14 голов), призывался в сборную СССР по хоккею с мячом. В чемпионатах СССР по хоккею с шайбой провёл 120 игр, забросив 81 шайбу. Четыре раза становился чемпионом СССР и три раза — серебряным призёром. Играл с разными партнёрами по тройке — Анатолием Тарасовым, Евгением Бабичем, Виктором Шуваловым и другими.
В составе сборной СССР участвовал в чемпионате мира и Европы 1958 года, где вместе с командой стал серебряным призёром чемпионата мира, а также завоевал звание чемпиона Европы. На турнире сыграл 7 матчей и забил 6 голов, играя в тройке нападающих с Юрием Копыловым и Юрием Крыловым. Всего за сборную СССР провёл 18 игр, забросив 12 шайб.
После окончания игровой спортивной карьеры Владимир Елизаров работал старшим тренером хоккейных клубов СКА Новосибирск (1967—1970), «Звезда» Чебаркуль (1971—1972), «Нефтяник» Ухта (1972—1973), «Урожай» Мильково (1974—1975) и «Трактор» Липецк (1982—1983).

## Достижения
Футбол
- Чемпион СССР — 1950, 1951[3].
- Серебряный призёр чемпионата СССР — 1949[3].

Хоккей с мячом
- Чемпион СССР — 1954, 1955[3].

Хоккей с шайбой
- Серебряный призёр чемпионата мира и чемпион Европы — 1958[1].
- Чемпион СССР — 1950, 1956, 1958, 1959[3].
- Серебряный призёр чемпионата СССР — 1952, 1953, 1957[3].
- Обладатель Кубка СССР — 1956[3].
- Финалист Кубка СССР — 1953[3].
- Победитель хоккейного турнира I зимней Спартакиады народов СССР 1962.